# John Whetton
John H. Whetton  (né le 6 septembre 1941 à Mansfield) est un athlète britannique, spécialiste du 1 500 mètres.

## Carrière
Vainqueur des Championnats du monde universitaires de 1963, il remporte les trois premières éditions des Jeux européens en salle de 1966 à 1968. Il participe à deux Jeux olympiques consécutifs et atteint à chaque fois la finale, se classant huitième en 1964 et cinquième en 1968.
John Whetton obtient le plus grand succès de sa carrière en 1969 en remportant le titre du 1 500 mètres des Championnats d'Europe d'Athènes en 3 min 39 s 4, devant l'Irlandais Frank Murphy et le Polonais Henryk Szordykowski.

### Palmarès
| Date | Compétition             | Lieu         | Résultat | Épreuve |
| ---- | ----------------------- | ------------ | -------- | ------- |
| 1963 | Universiade             | Porto Alegre | 1er      | 1 500 m |
| 1964 | Jeux olympiques         | Tokyo        | 8e       | 1 500 m |
| 1966 | Jeux européens en salle | Dortmund     | 1er      | 1 500 m |
| 1967 | Jeux européens en salle | Prague       | 1er      | 1 500 m |
| 1968 | Jeux européens en salle | Madrid       | 1er      | 1 500 m |
| 1968 | Jeux olympiques         | Mexico       | 5e       | 1 500 m |
| 1969 | Championnats d'Europe   | Athènes      | 1er      | 1 500 m |

### Records
| Épreuve | Performance   | Lieu | Date |
| ------- | ------------- | ---- | ---- |
| 1 500 m | 3 min 39 s 45 |      | 1969 |